# Franz-Kafka-Kopf

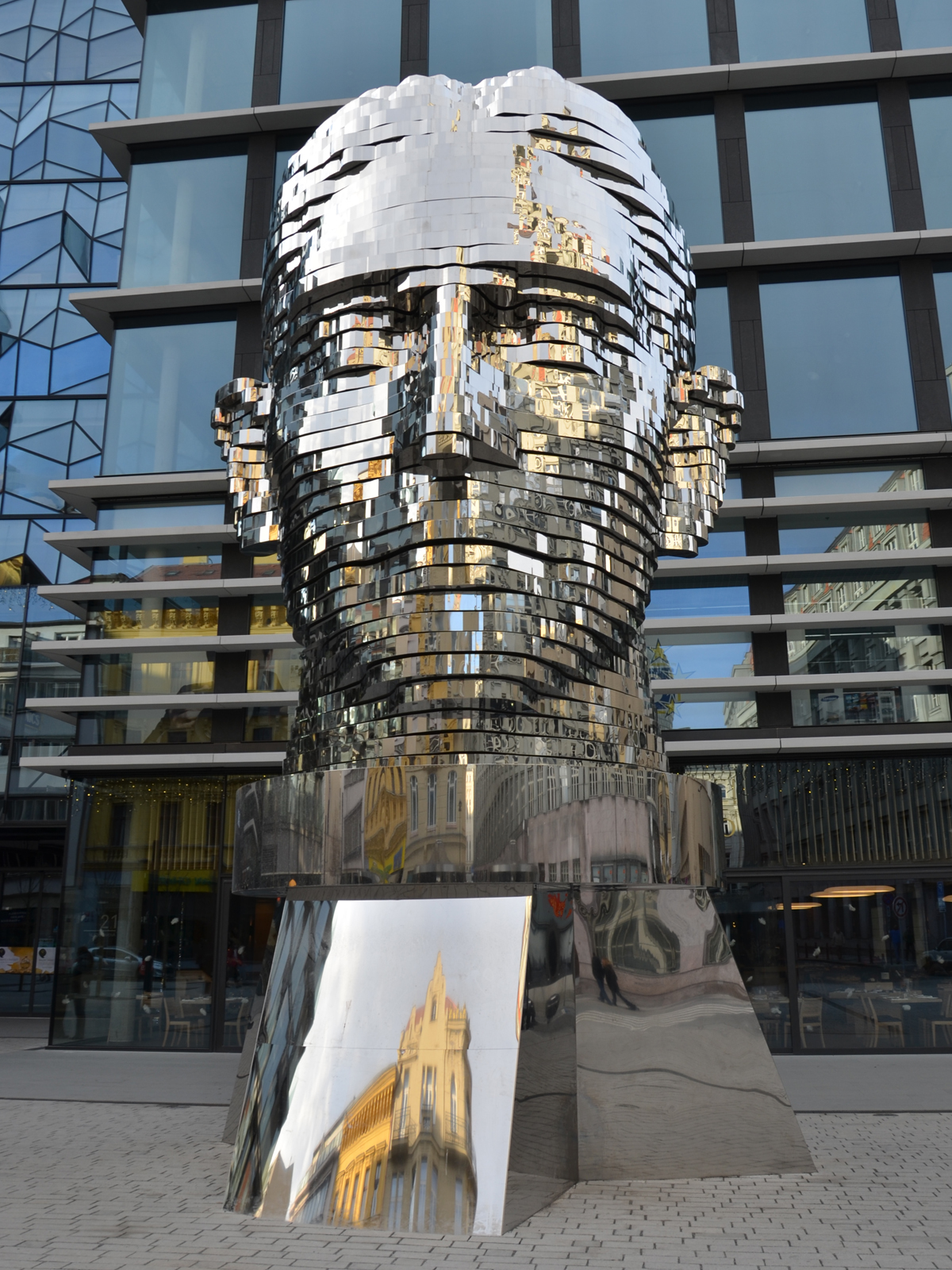
Franz-Kafka-Kopf vor dem Quadrio-Zentrum

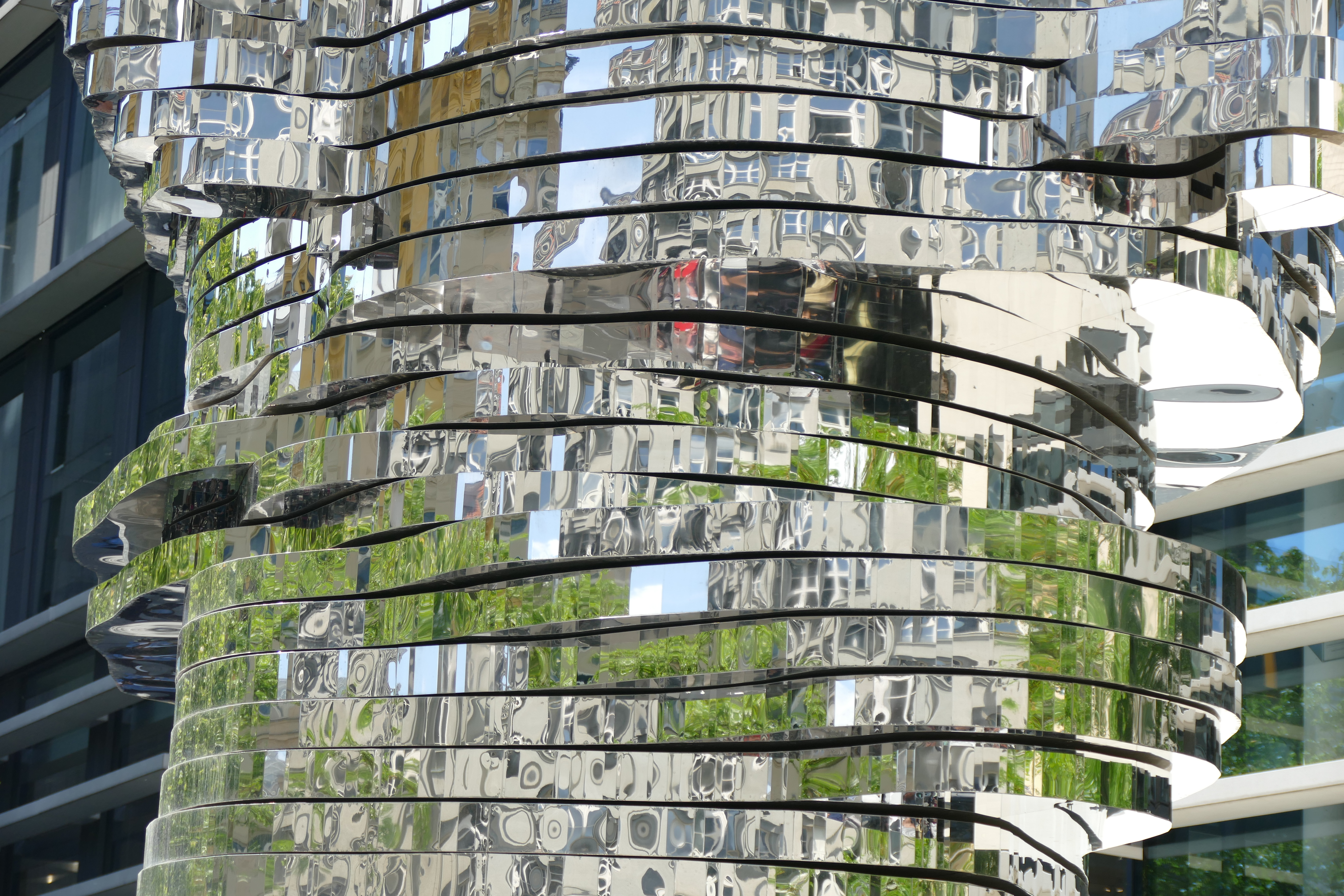
Nahaufnahme der Skulptur in Bewegung

Franz-Kafka-Kopf (tschechisch Hlava Franze Kafky) ist eine monumentale bewegliche Skulptur des tschechischen Künstlers David Černý. Sie stellt den Kopf des Prager Schriftstellers Franz Kafka dar. Das Werk der kinetischen Kunst wurde im Jahr 2014 vor dem im gleichen Jahr eröffneten Einkaufs- und Bürozentrum Quadrio im Stadtzentrum von Prag aufgestellt. Die Installation wird in Anspielung auf Kafkas Erzählung Die Verwandlung auch Metamorphose genannt.

## Beschreibung
Die Skulptur einschließlich Sockel ist 10,60 Meter hoch und besteht aus 42 verspiegelten Edelstahlplatten, die sich unabhängig voneinander um eine zentrale Achse drehen. Die leichteste Platte wiegt 190 kg, die schwerste 520 kg. Zusammen ergeben sie Kafkas Kopf. Die maximale Geschwindigkeit beträgt 6 Umdrehungen pro Minute. Am 2,80 Meter hohen Sockel der Skulptur sind Spiegel angeordnet, sie sollen die Illusion von Schwerelosigkeit vermitteln. Die 40-minütige Choreografie besteht aus 15 Bewegungsabläufen. Derzeit (August 2024) startet jeweils zur vollen Stunde eine 15-minütige Choreografie. Die Steuerung ermöglicht es dem Künstler, weitere Bewegungsabläufe zu programmieren und so die Choreografie zu modifizieren.
Die Skulptur wiegt 39 Tonnen, davon sind 24 Tonnen Edelstahl. Für die Beweglichkeit der 42 Platten sorgen im Inneren 42 Motoren. Die Kosten für die Herstellung und Installation beliefen sich auf 30 Millionen Kronen und wurden von der CPI Property Group – dem Eigentümer des Einkaufszentrums Quadrio – finanziert.

## Rezeption
Černýs Skulptur wird kontrovers beurteilt. Man kann sie als ein Bindeglied zwischen Kunst und moderner Technologie sehen. Die Schichten, aus denen die Büste besteht, können als Hinweis auf die Vielschichtigkeit von Kafkas Werk interpretiert werden, ihre ständige Bewegung kann auf die Unbeständigkeit und schwere Greifbarkeit seiner Welt hindeuten. Kritiker wenden dagegen ein, dass es sich weniger um ein Kunstwerk, sondern eher um eine glitzernde Attraktion handelt, die zu Marketingzwecken vor dem Einkaufszentrum aufgestellt wurde. Ein wirklicher Bezug zu Kafkas Persönlichkeit oder Werk würde fehlen.
Dieser Bezug wird auch dadurch in Frage gestellt, dass Černý einige Jahre zuvor in der Stadt Charlotte, North Carolina, eine fast gleich aussehende bewegliche Skulptur schuf, die nichts mit Kafka zu tun hat.